# Djupfjord-híd
A Djupfjord-híd közúti híd, amely a Moskenes községben, Nordland megyében, Norvégiában. A hidat 2001-ben kezdték el építeni és 2003-ban fejezték be. Az építkezés költsége mintegy 57 millió norvég koronába került. A híd teljes hossza 259 méter. A hídon keresztülhalad az E10-es európai út. A korábban itt álló hidat 1959-ben építették.

## Fordítás
Ez a szócikk részben vagy egészben  a   Djupfjord Bridge című angol Wikipédia-szócikk ezen változatának fordításán alapul.  Az eredeti cikk szerkesztőit annak laptörténete sorolja fel. Ez a jelzés csupán a megfogalmazás eredetét és a szerzői jogokat jelzi, nem szolgál a cikkben szereplő információk forrásmegjelöléseként.